# Abiatar
Abiatar – postać biblijna ze Starego Testamentu.
Syn Achimeleka, kapłana za czasów króla Saula. Kiedy królem został Dawid, Abiatar został arcykapłanem wspólnie z Sadokiem. Po śmierci Dawida brał udział w spisku, by osadzić na tronie Adoniasza, a nie Salomona. Został ukarany wygnaniem. Abiatar mieszkał w Nob, opodal Jerozolimy. Jego losy są przedstawione w Pierwszej i Drugiej Księdze Samuela oraz Pierwszej Księdze Królewskiej. 